# ダウンズ・トムソンのパラドックス
ダウンズ・トムソンのパラドックス（Downs–Thomson paradox アンソニー・ダウンズとジョン・マイケル・トムソンにちなんで名付けられた）は、アーサー・セシル・ピグーとフランク・ナイトにちなんでピグー・ナイト・ダウンズのパラドックスとしても知られており、道路網における自動車交通の均衡速度は、公共交通機関または次善の手段による同等のドアツードア移動の平均速度によって決まるというものである。
これは経済理論とは整合しているものの、道路網の改善が交通渋滞を緩和するという一般的な期待とは矛盾する点でパラドックスである。実際には、道路網の改善は渋滞の緩和にはつながらず、むしろ道路の利用増加につながることが多い。これはしばしば誘発需要と呼ばれる。道路網の改善によって公共交通機関の利用が不便になったり、投資がシフトして公共交通機関への投資が減少していると、道路網の改善は渋滞を悪化させる恐れさえある。

## 結果
このパラドックスの結論は、渋滞対策として道路網を拡張することは効果がなく、むしろ逆効果になることが多いということである。これは ルイス＝モグリッジの立場として知られ、マーティン・モグリッジによる1990年の著書『街の交通：昨日の渋滞、今日の渋滞、そして明日の渋滞？』におけるロンドンの事例研究で詳細に論じられている。
ディートリッヒ・ブライスによる1968年の論文は、ネットワーク上で直感に反する現象が存在することを指摘した。ブライスのパラドックスとは、移動するエンティティが利己的に経路を選択する場合、ネットワークに余分な容量を追加すると、全体的なパフォーマンスが低下する可能性があるというものだ。
この現象は交通網だけでなくコンピュータネットワークでも起こり得るため、研究は興味深いものとなっている。ネットワーク規模の拡大は、道路網における移動者と同様の特徴があるとしている。移動者は、出発地と目的地の間の最適な経路を選択する際に、独立して分散的に行動する。これは誘発需要理論の延長であり、高速道路のピーク時の混雑を解消することの難しさを説明するために提唱された、ダウンズが1992年に提唱した「三重収束」理論と一致している。容量が増加すると即座に混雑を増加する以下の影響が生じる。1)代替ルートを利用していたドライバーが拡張された高速道路を利用し始め、2)以前はオフピーク時（ピーク直前またはピーク直後）に走行していたドライバーがピーク時に移動する（スケジュール変更行動）、3)公共交通機関の利用者が自動車を利用するようになる。

### 有効性に関する制限
アンソニー・ダウンズによると、公共交通機関と自家用車の平均速度の関係は、「ピーク時の通勤の大部分が、専用通行権を持つ高速輸送システムを利用している地域にのみ当てはまる」とのことだ。「ロンドン中心部がその一例で、2001年には、その地域への朝のピーク時の通勤者の約85%が公共交通機関を利用し（専用通行権を持つ77%を含む）、自家用車を利用したのはわずか11%だった。地下鉄と主要通勤道路の間でピーク時の移動の均衡が達成されると、特定の移動に必要な時間は両方の交通手段でほぼ同じになる。

## 参照
- ブライスのパラドックス
- 誘発需要
- マルケッティ定数。その帰結として、渋滞の減少は人々の通勤距離を増加させ、交通負荷を増加させる可能性がある。
- ルイス＝モグリッジの立場（英語版）
- ジェボンズのパラドックス。効率性の向上は、その資源の消費率を減少させるのではなく、むしろ増加させる傾向がある。
- 使われていない高速道路 (Unused highway) 閉鎖もしくは全く使われていない